# Guldal, Gangawati
Guldal là một làng thuộc tehsil Gangawati, huyện Koppal, bang Karnataka, Ấn Độ.